# مارینا استودنوا
مارینا استودنوا (روسی: Мари́на Гу́рьевна Сту́днева؛ زادهٔ ۲ فوریهٔ ۱۹۵۹) قایقران روئینگ اهل روسیه است.